# الكسندر برودنكوف
الكسندر برودنكوف (بالروسية: Прудников, Александр Александрович)‏ (26 فبراير 1989 سمولينسك روسيا - ) هو لاعب كرة قدم روسي، يلعب كمهاجم.

## وصلات خارجية
الكسندر برودنكوف على موقع قاعدة بيانات كرة القدم.إي يو (الإنجليزية)
- الكسندر برودنكوف على موقع Soccerway.com (الإنجليزية)
- الكسندر برودنكوف على موقع عالم كرة القدم.نت (الإنجليزية)
- الكسندر برودنكوف على موقع AS.com (الإسبانية)